# Francisco Undurraga
Juan Francisco Undurraga Gazitúa (Santiago, 29 de septiembre de 1965) es un publicista, empresario y político chileno que actualmente se desempeña como diputado. Fue presidente del partido Evolución Política (Evópoli) hasta mayo de 2018.

## Biografía
Hijo de Juan Francisco Undurraga Mackenna y de la artista visual María Tereza Gazitúa Costabal. Es pariente de Francisco Undurraga Vicuña, fundador de la Viña Undurraga, y nieto de Pedro Undurraga Fernández, candidato a Regidor por Santiago y expresidente del Partido Conservador Social Cristiano (PCSC). Está casado con Paulina Dressel Roa y es padre de tres hijos.
Nació sin sus piernas y sin uno de sus brazos, producto de exposición a rayos X mientras su madre estaba embarazada, por lo que durante su niñez fue atendido en el Centro de Rehabilitación Infantil. Su historia apareció en la Teletón de 1980. Actualmente ocupa prótesis para sus extremidades inferiores.
Realizó sus estudios de enseñanza básica y media en el Colegio San Ignacio de El Bosque. Luego de egresar de este establecimiento, en 1984, estudió Dirección de Televisión y Locución en el Instituto Profesional AIEP y Publicidad en la Escuela de Comunicación Mónica Herrera. 

## Trayectoria profesional
Fue productor de Radio Chilena (1988), ejecutivo del Banco de Chile (1994); gerente de marketing en Megavisión (1999-2001); y gerente de producción en La Red (2001-2004). En 2001 fundó, junto con su hermana María Teresa, la heladería Emporio La Rosa que vendió en 2016. Se desempeñó además como presidente del Comité de Inclusión Laboral de la SOFOFA y como gerente de marketing en ING. Es fundador de la Red de Empresas Inclusivas y colaborador permanente de la Fundación Teletón.

## Carrera política

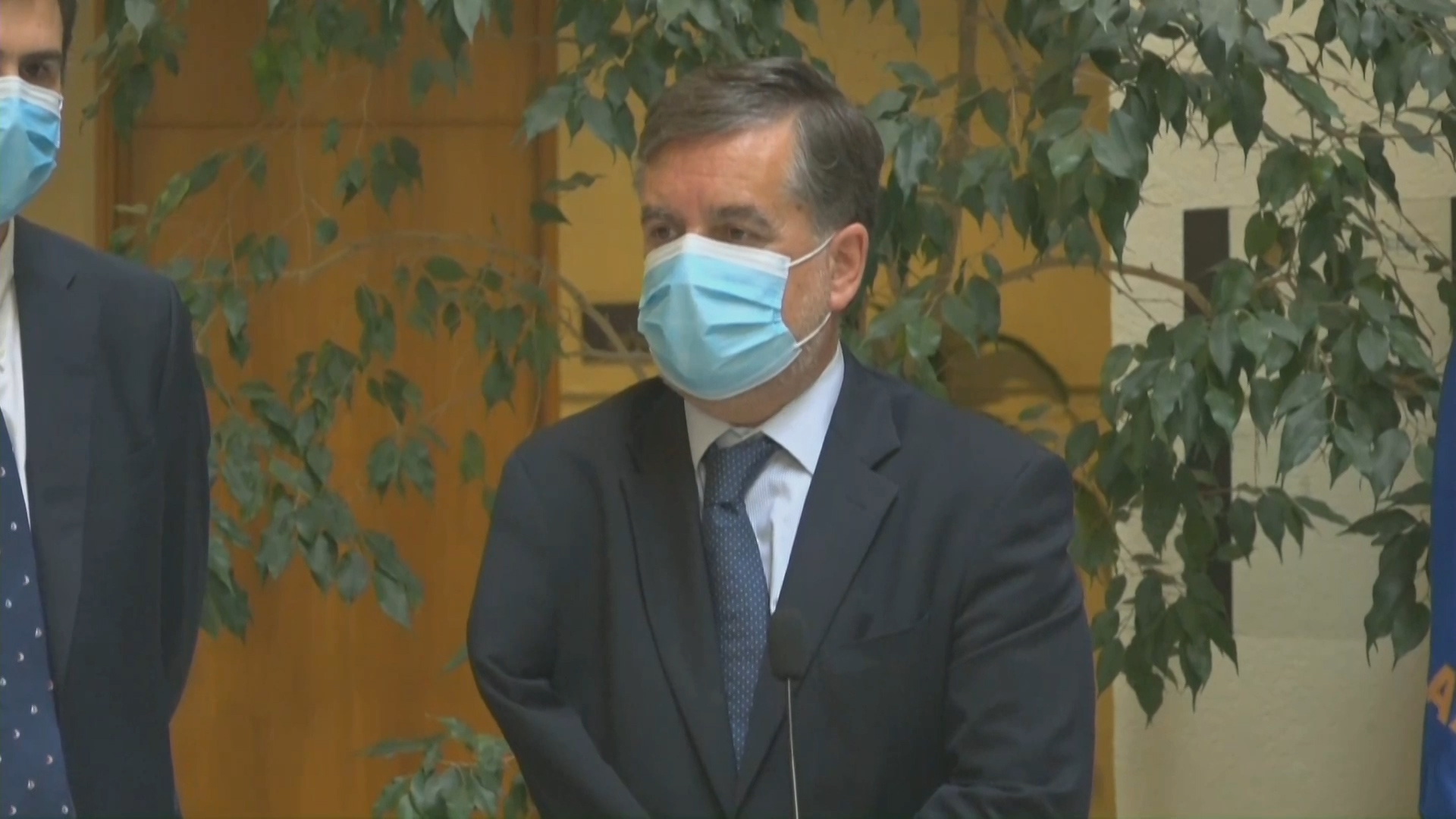
Francisco Undurraga durante punto de prensa en el Congreso Nacional.

En 2016 abandonó su trabajo como empresario y se incorporó al Partido Evolución Política (Evópoli). Ese mismo año fue designado Secretario General y, en julio, asumió como presidente subrogante del partido tras la renuncia de Jorge Saint Jean, siendo posteriormente ratificado en el cargo por la Comisión Política. Desempeñó la presidencia de Evópoli hasta el 5 de mayo de 2018, cuando fue sucedido por Hernán Larraín Matte.
En las elecciones parlamentarias de 2017 fue candidato a diputado por el distrito N.° 11, correspondiente a las comunas de Las Condes, Vitacura, Lo Barnechea, La Reina y Peñalolén, en representación de Evópoli y dentro del pacto Chile Vamos. Resultó electo con 58.666 votos, equivalentes al 15,58% de los sufragios válidos, para el periodo legislativo 2018-2022. El 7 de abril de 2020 fue elegido vicepresidente de la Cámara de Diputadas y Diputados para el periodo 2020-2021.
En agosto de 2020, en las elecciones internas de Evópoli, fue electo vicepresidente del partido para el periodo 2020-2022.
En agosto de 2021 se presentó a la reelección por el mismo distrito, esta vez en el marco del pacto Chile Podemos Más. En los comicios de noviembre fue reelecto para el periodo 2022-2026, obteniendo 43.625 votos, equivalentes al 10,56% del total de sufragios válidos.
Con ello, cumple dos periodos consecutivos como diputado, desde 2018 hasta 2026.

## Historial electoral

### Elecciones parlamentarias de 2017
- Elecciones parlamentarias de 2017, para Diputado por el distrito 11 (La Reina, Las Condes, Lo Barnechea, Peñalolén y Vitacura)[16]

### Elecciones parlamentarias de 2021
- Elecciones parlamentarias de 2021, a Diputado por el distrito 11 (La Reina, Las Condes, Lo Barnechea, Peñalolén y Vitacura)[17]